# Bernheze
Bernheze este o comună și în provincia Brabantul de Nord, Țările de Jos.

## Localități
Heesch, Heeswijk-Dinther, Loosbroek, Nistelrode, Vorstenbosch